# جوزيف تشيلتون بيرس
جوزيف تشيلتون بيرس (بالإنجليزية: Joseph Chilton Pearce)‏ هو كاتب أمريكي، ولد في 14 يناير 1926 في بينيفيلي في الولايات المتحدة، وتوفي في 23 أغسطس 2016.